# 요코야마 유
요코야마 유(일본어: 横山裕, 1981년 5월 9일 - )는 STARTO ENTERTAINMENT 소속의 남성 아이돌이자 SUPER EIGHT의 멤버이다.

## 출연 작품

### 버라이어티
| 순서 | 제목                         | 방송일                            | 방송국    |
| ---- | ---------------------------- | --------------------------------- | --------- |
| 1    | 도모토 츠요시의 DO-YA        | 1996년 10월 1일 - 1997년 9월 30일 | TV 아사히 |
| 2    | Kanjani Knight               | 1997년 7월 10일 - 1998년 3월 26일 | 간사이 TV |
| 3    | 재팬☆워커                    | 2001년 10월 7일 - 2002년 3월 31일 | NTV       |
| 4    | USO!?재팬                    | 2001년 4월 14일 - 2003년 9월      | TBS       |
| 5    | 주방입니다!                  | 2010년 10월 16일                  | TBS       |
| 6    | 히루난데스                   | 2011년 3월 ~                      | NTV       |
| 7    | 응원 도큐먼트 내일은 어느 쪽 | 2013년 4월 2일 - 2015년 3월 24일  | NHK       |
| 8    | 키라키라 아프로              | 2013년 7월 3일 - 2013년 11월 6일  | TV 도쿄   |

### 텔레비전 드라마
| 순서 | 제목 | 역할                                     | 방송일                                                                                          | 방송국    |
| ---- | --- | ---------------------------------------- | ----------------------------------------------------------------------------------------------- | --------- |
| 1    | 돈워리! | 이가라시                                 | 1998년 4월 14일 - 6월 23일                                                                      | 후지 TV   |
| 2    | 아코로시 | 오오이시 치카라                          | 1999년 1월 1일                                                                                  | TV 도쿄   |
| 3    | 열혈연애도 case 17.양자리의 B형 Boy                                                                              | 피노키요코야마                           | 1999년 1월 - 5월                                                                                | NTV       |
| 4    | P.S. 잘 있습니다, 슌페이                                                                                         | 시모가와 케이스케                        | 1999년 6월 24일 - 9월 16일                                                                      | TBS       |
| 5    | 가라 가라 꽃미남                                                                                                 | 히로                                     | 1999년 7월 4일 - 9월 19일                                                                       | NTV       |
| 6    | 푸드파이터! 다이후쿠 대결! 돌고래 등에 올라탄 가면 소년                                                          | 제 5회 게스트 마나카 히로우미            | 2000년 6월 29일                                                                                 | NTV       |
| 7    | 무서운 일요일~2000~                                                                                              | 제6회 '추워' 중 한밤중에 들려오는 목소리 | 2000년 8월 6일                                                                                  | NTV       |
| 8    | 사상 최악의 데이트 3rdDATE '나니와 여장남자 vs 에도 소녀의 호통 아버지'/ 12thDATE '가슴 성인(星人) vs 치마 소녀' | 나니와 킨지로                            | 간토 : 2000년 12월 7일 간사이 : 2001년 1월 14일/ 간토 : 2001년 2월 25일 간사이 : 2001년 3월 8일 | NTV       |
| 9    | 반란의 Voyage | 쿠즈야마 텐                              | 2001년 10월 6일·10월 7일                                                                        | TV 아사히 |
| 10   | 연기자 제6탄 미츠오                                                                                              | 미츠오                                   | 2002년 11월 12일 - 12월 10일                                                                    | 후지 TV   |
| 11   | 하쿠센 나가시~25세                                                                                               | 코사카 사토시                            | 2003년 9월 6일                                                                                  | 후지 TV   |
| 12   | 극단연기자 제14탄 Lonely my Room                                                                                 | 오타니 나츠키                            | 2005년 11월 9일 - 11월 30일·12월 7일                                                            | 후지 TV   |
| 13   | 칸쟈니∞ 겨울방학 드라마 스페셜 '축국사'                                                                          | 카스가 요우                              | 2006 12월 29일                                                                                  | 간사이TV  |
| 14   | 친애하는 아버님께                                                                                                | 나카가와 토키오                          | 2007년 1월 11일 - 3월 22일                                                                      | 후지 TV   |
| 15   | 유한클럽 | 키쿠마사무네 세이시로                    | 2007년 10월 16일 - 12월 18일                                                                    | NTV       |
| 16   | 기묘한 이야기 08 가을특별편 '맞고 때리며 살아가는 거야'                                                          | 나카무라 키요시                          | 2008년 9월 23일                                                                                 | 후지 TV   |
| 17   | 더 퀴즈 쇼 | 혼마 토시오                              | 2009년 4월 18일 - 6월 20일                                                                      | NTV       |
| 18   | 사랑해 악마~뱀파이어☆보이~                                                                                       | 제8회 게스트 하데스                      | 2009년 8월 25일                                                                                 | 후지 TV   |
| 19   | 좌목 탐정 EYE | 다나카 유메토                            | 2009년 10월 3일/ 2010년 1월 23일 - 3월 13일                                                     | NTV       |
| 20   | 0호실의 손님 | 스토리텔러/ 호텔 지배인 시이나           | 2009년 10월 23일 - 2010년 3월 19일                                                              | 후지 TV   |
| 21   | CONTROL~범죄심리조사~                                                                                            | 테라니시 케이                            | 2011년 1월 11일 - 2011년 3월 22일                                                               | 후지 TV   |
| 22   | 살아있는 것만으로 어떻게든 될 거야                                                                               | 마츠이 타쿠미                            | 2011년 8월 20일                                                                                 | NTV       |
| 23   | 절대영도2 : 특수범죄 침입수사                                                                                    | 최종회 게스트 야마우치 토오루            | 2011년 7월 12일 - 2011년 9월 20일                                                               | 후지 TV   |
| 24   | 13세의 헬로워크                                                                                                  | 타카노 키요후미                          | 2012년 1월 13일 - 2012년 3월 9일                                                                | TV 아사히 |
| 25   | 시활사~여왕의 법의학~                                                                                            | 이누카이 하지메                          | 2013년 9월 27일                                                                                 | 후지 TV   |
| 26   | 수구 양키스 | 쿠로사와 요시오                          | 2014년 7월 12일 - 2014년 9월 20일                                                               | 후지 TV   |
| 27   | ON 이상범죄수사관 토도 히나코                                                                                    | 쇼지 야스히사                            | 2016년 7월 12일- 2016년 9월 6일                                                                 | 후지TV    |
| 28   | 절대영도3: 미연범죄 잠입수사                                                                                     | 야마우치 토오루                          | 2018년 7월 9일-                                                                                 | 후지TV    |

### 영화
| 순서 | 제목              | 역할                  | 개봉            |
| ---- | ----------------- | --------------------- | --------------- |
| 1    | 신주쿠 소년탐정단 | 스오 요시아키         | 1998년 4월 29일 |
| 2    | 에이트 레인저     | 요코미네 마코토(블랙) | 2012년 7월 28일 |
| 3    | 천지명찰          | 혼인보 도사쿠         | 2012년 9월 15일 |
| 4    | 에이트 레인저2    | 요코미네 마코토(블랙) | 2014년 7월 28일 |

### 무대
| 순서 | 제목                | 공연일                                                               |
| ---- | ------------------- | -------------------------------------------------------------------- |
| 1    | 동아비련            | 2001년 10월13일 - 2001년 10월 28일 2001년 11월4일 - 2001년 11월 11일 |
| 2    | 아오키상댁의 부인   | 2002년 2월 13일 - 2002년 2월 24일                                    |
| 3    | Hey! Say! Dream Boy | 2005년 4월 27일 ~ 2005년 5월 15일                                    |
| 4    | 타키자와 연무성     | 2006년 3월 7일 - 2006년 4월 25일                                     |
| 5    | 블루문              | 2015년 5월 23일 - 2015년 6월 14일 2015년 6월 21일 - 2015년 6월 28일  |
| 6    | 우왕좌왕하는 지렛타 | 2017년 5월 7일 - 2017년 6월 4일 2017년 6월 10일 - 2017년 6월 19일    |

## 솔로곡
- confUsion
- fantastic music!
- WONDER BOY
- 413man (요코야마 작사)
- chocolate (cHocoレート 초코렛토[*]) (요코야마 작사, 야스다 작곡)
- HOPE
- TRICK STAR (トリックスター 토릿쿠스타[*])